# Club Deportivo Arturo Fernández Vial
O Club Deportivo Ferroviario Almirante Arturo Fernández Vial é um clube de futebol chileno, da cidade de Concepción. Foi fundado em 3 de junho de 1906 e joga na Terceira Divisão da liga chilena de futebol.
Foi o penúltimo clube da carreira do jogador argentino Mario Kempes, artilheiro da Copa de 1978, no ano de  1995.

## História
Sua origem veio do Club Deportivo Ferroviário Internacional ou Internacional F.C., que reunia moradores que trabalhavam para a Ferrovia do estado na época , mas decidiu mudar o nome para Club Deportivo Ferroviário Almiramte Arturo Fernandes Vial , por um feito admirável do Almirante chileno Raimundo Arturo Fernández Vial de ignorar a ordem de matar os grevistas trabalhadores de uma estrada de ferro e estivadores portuários na cidade de Valparaíso , no Chile.
A equipe Vial se destacou desde o início pelo seu alto grau de organização. Tinha seu próprio campo ao lado da margem do rio Bio-Bio, na área conhecida como Chepe. Seus estatutos aceitavam membros de todas as nacionalidades, mas os chilenos eram os preferidos. A taxa de filiação era de dois pesos chilenos na época e uma taxa mensal de um peso. Quanto à roupa, tinha chuteiras de futebol amarelas, meias curtas pretas, caneleiras especiais, calças brancas, um cinto de cera de lacre, uma camisa preta e branca listrada e um boné da mesma cor. No começo, o Internacional era como uma miniatura do Colo-Colo , um grande difusor do futebol entre os anos de 1897 e 1903, promovendo este esporte principalmente nas cidades próximas a Concepción .
A primeira grande vitória da máquina aurinegra ( máquina amarela e preta) veio em 1910, em uma partida histórica que aconteceu na 120 parada dos velhos bondes que iam desde Concepción até Talcahuano , os vialinos terminaram o domínio regional de até então invictos, Concepcion United. Naquela tarde, os assobios altos dos motores a carvão ensurdeceram o centro da cidade.
No ano de 1981, Vial decide jogar no recém-criado Tercera División (Terceira Divisão) tornando-se campeão e obtendo promoção para a Segunda Divisão do Chile . Com quase o mesmo time, Vial repete a ação na temporada seguinte e se torna campeão da Segunda Divisão em 1982 com 56 pontos; esse marco ajuda a transformar os sonhos do sul em realidade. Depois de 80 anos, o Clube Ferroviário Almirante Arturo Fernandez Vial (a instituição mais popular do lado sul do Chile) faz sua estreia na Primeira Divisão do Chile e é a primeira equipe na história da liga nacional de futebol a ir da Terceira Divisão à Primeira Divisão. Divisão em dois anos. Até agora, nenhum outro clube de futebol profissional fez essa conquista.
Atualmente, o clube está passando por difíceis problemas econômicos que estão afetando o desempenho da equipe. No entanto, com a equipe jogando nos níveis mais baixos do Chile nos últimos 20 anos, sem conseguir nada importante, a paixão de sua pequena mas leal base de torcedores não pereceu. Seus torcedores sustentam o clube, não sem dificuldades. O maior apoio da equipe ao longo desses anos de incerteza veio da torcida .

## Estádio
Estádio depois da reforma para a Copa América 2015.
O clube manda seus jogos no Estádio Municipal de Concepción , também conhecido como Estádio Collao  .O estádio foi reformado para a Copa América 2015 .Os seus rivais Deportes Concepción e a Universidad de Concepción também mandam seus jogos no mesmo estádio.

## Títulos
| NACIONAIS                                                 | NACIONAIS                             | NACIONAIS | NACIONAIS                     |
|                                                           | Competição                            | Títulos   | Temporadas                    |
| --------------------------------------------------------- | ------------------------------------- | --------- | ----------------------------- |
| Chile                                                     | Campeonato Chileno da 2ª Divisão      | 1         | 1982                          |
| Chile                                                     | Campeonato Chileno da 3ª Divisão      | 2         | 1981 e 2013                   |
| Chile                                                     | Campeonato Nacional de fútbol amateur | 1         | 1945                          |
| REGIONAIS                                                 |                                       |           |                               |
|                                                           | Competição                            | Títulos   | Temporadas                    |
| Região de Maule · Região de Bío-Bío · Região de Araucanía | Copa té ratampuro                     | 3         | 1914, 1915 e 1916             |
| Região de Bío-Bío · Região de Araucanía                   | Campeonato Regional de Fútbol         | 2         | 1958 e 1959                   |
| LOCAIS                                                    |                                       |           |                               |
|                                                           | Competição                            | Títulos   | Temporadas                    |
|                                                           | Asociación de fútbol de Concepción    | 5         | 1923, 1930, 1941, 1944 e 1946 |

## Campanhas de destaque
Campeonato Chileno : 5° lugar (1991)
 Copa Chile : 2° lugar (1986)
 Campeonato Chileno da 2ª Divisão : 2° lugar (1985)

## Símbolos

### Cores
Suas cores são amarelo e preto , que dá origem à alcunha "aurinegros" .

### Mascote
O seu mascote é uma locomotiva , fazendo referência a história ferroviária do clube.Por esse motivo o clube também é chamado de "la maquina aurinegra" que traduzido para o português significa "a máquina aurinegra" .

### Hino
Ya vial, ya vial,  ya vial, ya vial
junto al tablón el triunfo a conquistar
Ya vial, ya vial,  ya vial, ya vial
quererte siempre con garra y con amor
Ya vial, ya vial,  ya vial, ya vial
estaré contigo mi vida entera
así alentando en el tablón, te seguiré con devoción
Fernández Vial, Fernández Vial, Fernández Vial.
Mi gente humilde de sangre obrera
naciste un día desde el ceno ferroviario
del alborada del siglo veinte
años de gloria te harán siempre respetar
Ya vial, ya vial,  ya vial, ya vial
junto al tablón el triunfo a conquistar
Ya vial, ya vial,  ya vial, ya vial
quererte siempre con garra y con amor
Ya vial, ya vial,  ya vial, ya vial
estaré contigo mi vida entera
así alentando en el tablón, te seguiré con devoción
Fernández Vial, Fernández Vial, Fernández Vial.
A los vialinos que ya han partido
un gran saludo con el alma aurinegra
juntos un día allá en el cielo
nos uniremos a gritar FERNÁNDEZ VIAL
Ya vial, ya vial,  ya vial, ya vial
junto al tablón el triunfo a conquistar
Ya vial, ya vial,  ya vial, ya vial
quererte siempre con garra y con amor
Ya vial, ya vial,  ya vial, ya vial
estaré contigo mi vida entera
así alentando en el tablón, te seguiré con devoción
Fernández Vial, Fernández Vial, Fernández Vial
La sangre fluye por nuestras venas
como un torrente de alegría y sentimiento
cada domingo la furia entrega
pasión y garra por nuestro  FERNÁNDEZ VIAL 
Ya vial, ya vial,  ya vial, ya vial
junto al tablón el triunfo a conquistar
Ya vial, ya vial,  ya vial, ya vial
quererte siempre con garra y con amor
Ya vial, ya vial,  ya vial, ya vial
estaré contigo mi vida entera
así alentando en el tablón, te seguiré con devoción
Fernández Vial, Fernández Vial, Fernández Vial.
Vamos vialinos que aurinegros
se escuche el viento como un trono de clarines
la barra alienta con gran orgullo
asiendo fuerzas para que puedas triunfar
Ya vial, ya vial,  ya vial, ya vial
junto al tablón el triunfo a conquistar
Ya vial, ya vial,  ya vial, ya vial
quererte siempre con garra y con amor
Ya vial, ya vial,  ya vial, ya vial
estaré contigo mi vida entera
así alentando en el tablón, te seguiré con devoción
Fernández Vial, Fernández Vial, Fernández Vial.
cantando vamos bandera al viento
tu nombre vibra en la garganta del vialino
con gran orgullo soy aurinegro
voy entonando alegremente tu canción 
Ya vial, ya vial,  ya vial, ya vial
junto al tablón el triunfo a conquistar
Ya vial, ya vial,  ya vial, ya vial
quererte siempre con garra y con amor
Ya vial, ya vial,  ya vial, ya vial
estaré contigo mi vida entera
así alentando en el tablón, te seguiré con devoción
Fernández Vial, Fernández Vial, Fernández Vial.
así alentando en el tablón, te seguiré con devoción
Fernández Vial, Fernández Vial, Fernández Vial.

## Uniforme
Uniforme titular : Camisa amarela com listras pretas verticais , calção preto e meias pretas . 
Uniforme alternativo : Camisa preta com finas listras amarelas , calção amarelo e meias amarelas.

## Rivalidades
Seus principais rivais são os clubes Deportes Concepción , a Universidad de Concepción , o Naval de Talcahuano e o Lota Schwager .

## Jogadores notáveis
- Nelson Acosta
- Luis Chavarría
- Ruben Dundo
- Mario Kempes
- Arturo Sanhueza
- Fernando Vergara
- Manuel Villalobos
- Richard Zambrano
- Renan Miranda